# Ondřej Němec
Ondřej Němec (ur. 18 kwietnia 1984 w Třebíču) – czeski hokeista, reprezentant Czech, olimpijczyk.

## Kariera
- HC Vsetín U18 (1999-2000)
- HC Vsetín U20 (2000-2001)
- HC Vsetín (2001-2005)
  -  SK Horácká Slavia Třebíč (2001-2005)
  -  Wilkes-Barre/Scranton Penguins (2003)
- HC Energie Karlowe Wary (2005-2010)
- Siewierstal Czerepowiec (2010-2012)
- HC Lev Praga (2012-2014)
- Atłant Mytiszczi (2013-2014)
- CSKA Moskwa (2014-)
- Siewierstal Czerepowiec (2015-2016)
- HC Kometa Brno (2016-2021)
- Sparta Praga (2021)
- Berani Zlín (2021-2022)
- VHK Vsetín (2022-2023)

Wychowanek SK Horácká Slavia Třebíč. Od 2010 roku gra w lidze KHL, najpierw w rosyjskim klubie Siewierstal Czerepowiec, w którym spędził dwa sezony. Od maja 2012 roku związał się dwuletnią umową z ówczesnym beniaminkiem ligi KHL, rodzimym klubem HC Lev Praga. Od lipca 2014 zawodnik Atłanta Mytiszczi. Od grudnia 2014 zawodnik CSKA Moskwa. Od maja 2015 ponownie zawodnik Siewierstali Czerepowiec. Od końca marca 2016 zawodnik Komety Brno, związany dwuletnim kontraktem. W styczniu 2021 zwolniony z tego klubu. Pod koniec tego miesiąca został zaangażowany przez Spartę Praga. W sezonie 2021/2022 reprezentował Berani Zlín. Od maja 2022 był zawodnikiem macierzystego klubu ze Vsetína. W kwietniu 2023 ogłosił zakończenie kariery.
Uczestniczył w turniejach mistrzostw świata edycji 2009, 2010, 2011, 2012, 2014, 2015 oraz zimowych igrzysk olimpijskich 2018.

## Sukcesy
Reprezentacyjne
- Brązowy medal mistrzostw świata juniorów do lat 18: 2002
- Złoty medal mistrzostw świata: 2010
- Brązowy medal mistrzostw świata: 2011, 2012

Klubowe
- Srebrny medal mistrzostw Czech: 2008 z HC Energie Karlowe Wary
- Złoty medal mistrzostw Czech: 2009 z HC Energie Karlowe Wary, 2017 z Kometą Brno
- Finał KHL o Puchar Gagarina: 2014 z HC Lev Praga
- Puchar Kontynentu: 2015 z CSKA Moskwa
- Brązowy medal mistrzostw Rosji: 2015 z CSKA Moskwa

Indywidualne
- Mistrzostwa świata juniorów do lat 18 w 2002:
  - Pierwsze miejsce w klasyfikacji asystentów wśród obrońców: 6 asyst
- KHL (2012/2013):
  - Mecz Gwiazd KHL (wybrany wtórnie po odejściu grupy zawodników do ligi NHL)[12]
- KHL (2013/2014):
  - Najlepszy obrońca miesiąca - kwiecień 2014
  - Złoty Kask (przyznawany sześciu zawodnikom wybranym do składu gwiazd sezonu)[13]
- Mistrzostwa Świata w Hokeju na Lodzie 2014/Elita:
  - Trzecie miejsce w klasyfikacji kanadyjskiej wśród obrońców turnieju: 7 punktów